# Chergui (vent)
Pour les articles homonymes, voir Chergui et Charqué.

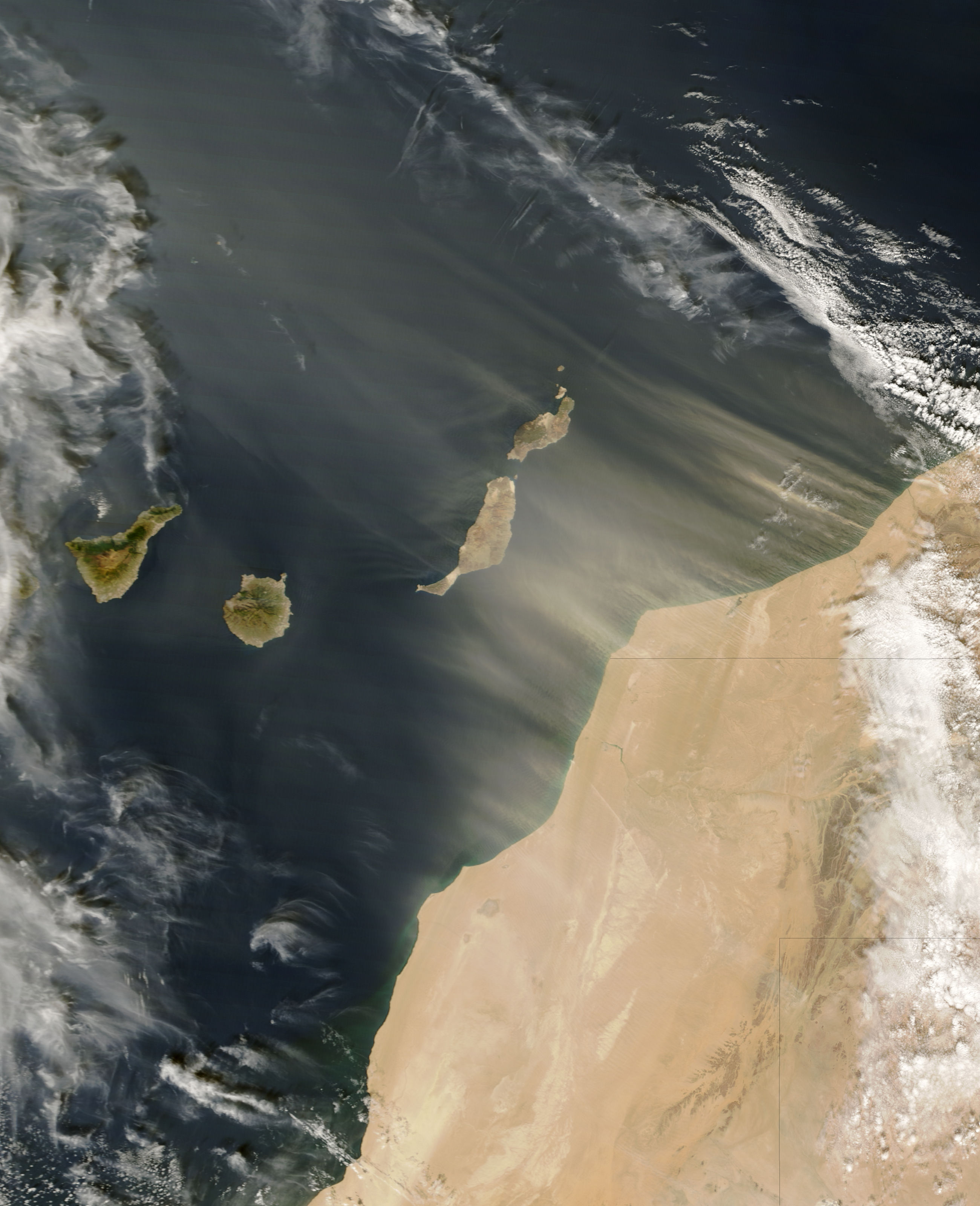
Charqué

Le chergui, ou charqué (en arabe classique : šarqī شرقي, en parlers hilaliens : [ˈʃɑɾɡi]) est un vent du Maroc, très chaud et très sec, venant du désert du Sahara. Le mot arabe signifie « venant de l'est, de l'orient », car le chergi prend sa source à l'est de l'Atlas, passe au-dessus sa chaîne de montagnes, et redescend complètement asséché sur les plaines côtières jusqu’à l’océan Atlantique. 
Le chergui, considéré comme une forme de sirocco, souffle le plus fréquemment en juillet et août ; il est persistant, très sec et chargé de poussières de sable. Il est brûlant en été et parfois froid en hiver. En été, il peut rendre la vie presque impossible, soulevant beaucoup de poussière et formant très rapidement une forme de brouillard. Son degré d’humidité est pratiquement toujours inférieur à 15 %, sa température comprise entre 40 et 48° C. Ses rafales sont violentes. Durant le passage du chergui, les nuits sont également très chaudes. C’est un vent qui fatigue énormément l’organisme, difficile à supporter, car l’intensité de la chaleur porte préjudice au sommeil et au repos. La végétation souffre également de ce vent très sec. En hiver, il apporte par contre un beau temps sec apprécié.  
Comme le sirocco méditerranéen, il est le plus fort pendant les 40 à 50 jours qui suivent le solstice d'été, période connue sous le nom de Smam ou Simoom.  